# Wapen van Coevorden

Het wapen van Coevorden (sinds 2000)

Het wapen van Coevorden werd op 10 november 1819 aan de gemeente Coevorden toegekend. Op 24 april 1968 verkreeg de gemeente een nieuw wapen met wapenspreuk. Op 18 augustus 2000 werd het huidige wapen aan de gemeente toegekend. Hierbij is de wapenspreuk behouden.
Het huidige wapen omvat onderdelen uit de oude wapens van de plaatsen en gemeenten die de huidige gemeente Coevorden hebben gemaakt. De oude gemeenten zijn Sleen, Oosterhesselen, Zweeloo, Dalen en Coevorden.

## Geschiedenis
Het wapen dat in 1819 aan de stad Coevorden werd toegekend vertoonde een bisschop en Sint Joris, het is een afgeleide van stadszegels van Coevorden. Omdat de originele kleuren van het zegel niet bekend zijn, werd het wapen uitgevoerd in de rijkskleuren.
Het is heel goed mogelijk dat de bisschop een historische functie heeft, de bisschoppen van Utrecht werden in een kapel in Hulcksvoorde, nabij Coevorden, gekroond tot landsheren van Drenthe. De heilige in het wapen kan een verwijzing zijn naar de oorlogen en belegeringen die in en om de stad plaats hebben gevonden, maar dit heeft de gemeente Coevorden nooit met zekerheid vast kunnen stellen.
In de jaren 60 van de twintigste eeuw besloot de gemeente om een nieuw wapen aan te vragen. Bij het nieuwe wapen werd ook gekeken naar de ligging van de stad: op een zandrug in het veen. In het nieuwe wapen symboliseren de hermelijnstaartjes het wollegras in het omliggende veen. De adelaar heeft wel een historische verbinding met het wapen van de stad: het is afkomstig van het wapen van de heren van Schoonebeek, zij waren ook de heren van Coevorden. Daarnaast noemt het wapenboek van de heraut van Gelre een dergelijk wapen al voor Reinoud IV van Coevorden.
Bij dit nieuwe wapen kwam ook een wapenspreuk. Voor deze spreuk zijn verschillende verklaringen, maar wel is zeker dat de spreuk duidt op de vele belegeringen, en evenzoveel overleveringen, van de stad. Omdat een wapenspreuk zeer ongebruikelijk is in Nederland, heeft de Hoge Raad van Adel wel bezwaar gehad tegen deze wapenspreuk.
Bij het huidige wapen stelde zij voor om het kruis niet van zilver te maken maar van goud, naar het wapen van het geslacht Van Coevorden. Het Oversticht waar Coevorden ooit toe behoorde, onderdeel van het Sticht Utrecht, omvatte namelijk geheel de huidige provincies Drenthe en Overijssel.
Het witte kruis op rode vlak komt van het wapen van het Sticht Utrecht. De stad Coevorden is namelijk lange tijd een belangrijke vesting geweest van de bisschoppen van Utrecht. De lans en kromstaf zijn afgeleiden van het eerste wapen van Coevorden. De schildhouders komen van het wapen van Sleen en van het wapen van Oosterhesselen.
Dit wapen is ontworpen door het Drents Heraldisch College onder leiding van Gerlof Bontekoe.

## Blazoen
De gemeente Coevorden heeft drie wapens gekend, met evenzoveel wapenbeschrijvingen.

### Wapen van 1819
Van lazuur beladen met het voorportaal van eene kerk, in hetwelk ter regterzijde staat een bisschop in volle gewaad en ter linker zijde de ridder Sint Joris te voet, dodende den draak, alles van goud. Het schild gedekt door eene kroon van goud.

Het wapen van Coevorden (1819-1968)

Het schild, of wapen, is blauw van kleur en vertoont het voorportaal van een kerk. In dit voorportaal staan een bisschop en de ridder Sint Joris. De bisschop staat in het heraldisch rechts, deze houdt zijn rechterhand omhoog en met zijn linkerhand houdt hij een bisschopsstaf vast. Sint Joris staat met de linkervoet op een draak en steekt deze met zijn zwaard. De draak ligt voor de ridder langs. De gehele voorstelling is in het goud.
Het wapen wordt gedekt door een gouden kroon van vijf bladeren.

### Wapen van 1968
Van goud, met gebogen flanken van tegenhermelijn en beladen met een burcht van keel, met 3 kantelen, gevoegd van sabel, de poort geopend van het veld, met kozijnen en opgetrokken valdeur, wederom van sabel, boven vergezeld van een adelaar van keel. Het schild gedekt met een gouden kroon van 5 bladeren. Wapenspreuk: "Multis periculis supersum" in letters van sabel op een wit lint.

Het wapen van Coevorden (1968-2000)

Het schild zelf is goud van kleur met daarop een rode (in de heraldiek spreekt men van keel) burcht. De burcht is gevoegd in het zwart (sabel), het openstaande valhek is ook zwart. De burcht heeft drie kantelen. Boven de burcht is een rode adelaar afgebeeld. Het goud wordt geflankeerd door tegenhermelijn. Het schild wordt gedekt door een gouden markiezenkroon met vijf bladeren waartussen vier parels zijn geplaatst.
Onder het schild is een wapenspreuk geplaatst. De wapenspreuk luidt: Multis Periculis Supersum (Ik ben opgewassen tegen vele gevaren). De spreuk staat in het zwart op een wit lint.

### Wapen van 2000
In keel een kruis van zilver, in het hart beladen met een adelaar van keel, met over alles heen rechts een kromstaf, de krul naar links gericht, en links een omgekeerde lans, beide van goud. Het schild gedekt met een gouden kroon van vijf bladeren en gehouden door twee wildemannen, omkranst en omgord met eikenloof, met de buitenste hand een knots over de schouder houdende, alles van natuurlijke kleur. Wapenspreuk: MULTIS PERICULIS SUPERSUM in letters van sabel op een wit lint.
Het laatste wapen van Coevorden vertoont een wit kruis op een rode ondergrond. In het hart van het schild staat een rode adelaar. Op heraldisch rechts staat een kromstaf met de krul naar links en op heraldisch links een omgekeerde lans. Beide zijn goud van kleur en staan elk over de volle hoogte van het schild. De kromstaf verwijst naar een, tot op heden, onbekende heilige bisschop en de lans verwijst naar Sint Joris. Het schild wordt gedekt door een gouden kroon van vijf bladeren, zonder parels.
Dit wapen heeft als schildhouders twee wildemannen. Zij hebben beiden een krans en gordel van eikenloof. Zij houden elk het schild vast met hun binnenste hand, met hun buitenste hand houden zij elk hun eigen knots over hun schouder. De wildemannen en hun attributen zijn allen van natuurlijke kleur. Ook bij dit wapen staat de wapenspreuk Multis Periculis Supersum in zwarte letters op een wit lint. Ditmaal staat het schild niet op het lint, maar het lint bevindt zich voor een ondergrond van gras alwaar het schild en de wildemannen op staan.

## Verwante wapens

Het wapen van het Sticht Utrecht.
wapen van Oosterhesselen
wapen van Zweeloo
wapen van Coeverden
wapen van Sleen
wapen van Dalen